# 没官
没官（もっかん/ぼっかん）とは、律令法において科された付加刑の1つで、人身または財物を官が没収すること。

## 概要
日本においては律令制以前の段階から存在したことが知られ、『魏志倭人伝』や『隋書』などの中国の歴史書に書かれているだけではなく、天武天皇期に用いられた「赦書」にも登場する（『日本書紀』天武天皇5年8月壬子条）など、慣習法として確立していた。
人身の没官としては、謀反・大逆者の父子・家人（ただし、80歳以上あるいは篤疾者は免除）は没官となり、官奴司に配属されて官奴婢となる（賊盗律）。また、家人・奴が主及びその5親等以上の親族と和姦して子供をなした場合の子も没官とされた（ただし、強姦の場合は良人扱いを受けるため、この規定の対象外となる）。法的には斬罪よりは軽く、遠流よりは重いと考えられていた。
財物の没官としては、謀反・大逆者の財産、盗品や賄賂、密貿易などによる不法取得物（その範疇は近代刑法典の贓物よりは狭い）、犯禁の物（民間での所持が禁じられた物）、倍贓（盗品を盗んだ者に対して倍にして償う罰）に対して科され、贓贖司が没収して兵器は兵庫寮、財物は大蔵省、図書は図書寮などに分配され、一部は贓贖司を所管する刑部省のために獄舎の維持や囚人の生活物資として用いられた。後には検非違使庁のために用いられることもあり、中には職員個人が職に付随する得分として与えられることもあった。
律令法が衰微した平安時代後期以後には、謀反以外にも重犯罪を理由として権門などからの所領・財物の没収が盛んに行われるようになった。特に大規模な荘園領主から没官した荘園などが朝廷にも大きな収入をもたらす場合があった。例えば、保元の乱において謀反人と認定された藤原忠実・頼長の膨大な所領が没官された。後に摂関家伝来の所領や忠実所有の所領の多くは藤原忠通が継承することを条件に返還されたが、頼長所有の荘園はこの乱で殺された平忠正・正弘などの所領とともに後院領に編入されて、後の後白河院政を支えた。没官は原則として天皇の宣旨によって行われていたが、治承の乱において安徳天皇が平家に連行された最中に行われた平家没官領の没官は後白河法皇の院宣によって実施された。一方この頃になると、荘園領主などが本所法によって殺人などの重罪人の処刑・追放と併せて没官が行われた。また、治承の乱においては、源頼朝などの反平氏勢力が独自に占領地の平家領の没官を宣言して御家人に配分し、後に朝廷も平家討伐の一環として容認した。後に頼朝が鎌倉幕府を開き、検断権が幕府に移行するようになると幕府の権限で没官を行って御家人などを地頭にすることが広く行われるようになった。室町時代以後、朝廷の土地支配権が実質上消滅すると、幕府のみが没官権限を有するようになり、単に「没収」・「闕所」などの語が用いられるようになった。

## 没官田・没官領
没官田（もっかんでん）とは、没官処分によって官に没収された田地のことである。後に荘園などの所領単位での没収が行われるようになると没官領（もっかんりょう）という呼称が用いられるようになった。
『延喜式』によれば、没官田は輸地子田として経営されたが、時には賞賜や寺社への施入などの対象に用いられることが多かった。
橘奈良麻呂の乱の際に田地の没官が行われたことが知られ（「越中国礪波郡石粟村官施入田地図」）、『続日本紀』にも神護景雲元年（767年）に没官田を四天王寺に施入したことが記されている。後に藤原種継の暗殺事件によって没官された故大伴家持の田地が大学寮に与えられて勧学田とされたが、後に家持の無罪を訴えた伴氏（大伴氏）宗家の伴善男が返還を強引に実現させた。ところが応天門の変で今度は善男が所有した財産が没官され、平安京の道路整備の財源などに用いられた（『三代実録』）。没官された善男の財産は墾田・陸田などの田地、山林、庄家稲、製塩に必要な塩浜及び塩釜などによって構成されていたが、その中に含まれていた旧勧学田が穀倉院に与えられたため、大学寮と穀倉院の間で紛争が起き、後の学問料設置のきっかけとなった。
平安時代後期には謀反・大逆以外にも重大な犯罪を理由とした没官処分によって荘園などの所領が没収され、「没官領」という呼称が用いられるようになる。また、没官領は朝廷及びその機関のみならず、没官対象者の追討に活躍した者への恩賞となる場合もあった。保元の乱の際の藤原頼長・平忠正らの没官領40ヶ所が後院領となり、源平合戦時の平家没官領500ヶ所は当初は源義仲に与えられその没落後は源頼朝に与えられた。承久の乱後には後鳥羽上皇及び彼らに仕えた貴族・武士らの没官領5000ヶ所が合戦に参加した御家人らに与えられ、地頭として派遣された（新補地頭）。
もっとも、没官領の実態は没官された者が持っていた所職（荘園内の役職とそれに付随する諸権利）であるため、同じ没官領でも本家職から下司・公文まで様々な内容を有していた。